# Mahavamsa
Mahavamsa ("Velika kronika", pali Mahāvaṃsa) (5. stoletje) je epska pesem, napisana v pali jeziku starih kraljev Šrilanke.  Povezuje zgodovino Šrilanke od legendarnih začetkov do vladavine Mahasena iz  Anuradhapure in pokriva obdobje med prihodom princ Vidžaja iz Indije leta 543. pr. n. št. do Mahasenejeve vladavine (277-304 n. št.). Sestavil  ga je budistični bhikku – menih - v samostanu Mahavihara v Anuradhapuri, okoli 6. stoletja.
Kasnejši del, znan kot Chulavamsa, ki vsebuje tri dele, in so ga sestavljali trije različni avtorji v zaporednih zgodovinskih obdobjih, je bilo dodano obdobje od vladavine Mahaseneja do leta 1815, ko se je celotni otok predal britanskim oblastem.
Prvo tiskano izdajo in angleški prevod Mahavamse je leta 1837 objavil George Turnour, zgodovinar in častnik Cejlonske državne službe. Nemški prevod je leta 1912 končal Wilhelm Geiger. Tega je nato prevedel v angleščino Mabel Haynes Bode in revidiral Geiger. 

## Budizem
Mahamvasa pokriva zgodnjo zgodovino religije na Šrilanki, ki se začne s časom Sidarta Gautama, ustanovitelja budizma. Prav tako na kratko pripoveduje zgodovino budizma v Indiji, od dneva Budove smrti do treh budističnih svétov, kjer je bila revidirana Dharma (budizem)darma (večpomenski indijski filozofski izraz, ki med drugim pomeni: ustanavljanje, red, zakon, pravilnost, doktrina). Vsako poglavje Mahavamse se konča z navedbo, da je napisano za »mirno veselje pobožnih«. Od poudarka njenega vidika, da bi zbrali in zabeležili dobra dela kraljev, ki so bili pokrovitelji samostana Anuradhapura Maha Viharaya , je bilo rečeno, da podpirajo sinhalski nacionalizem. 

## Zgodovina
Budistični menihi iz Anuradhapura Maha Viharaya so ohranili kronike zgodovine Šrilanke od tretjega stoletja pr. n. št.. Te kronike je združil v en sam dokument v petem stoletju Mahanama iz Anuradhapure, medtem ko je vladal Anuradhapurskemu kraljestvu Dhatusen iz Anuradhapure (vladal od 455 do 473). Napisana je bila na podlagi predhodnih starodavnih zbirk, znanih kot Atthakatha, ki so imele komentarje napisane v singalščini. Zgodnejši dokument, znan kot Dipavamsa ('Otoška kronika', 4. stoletje), je veliko preprostejši in vsebuje manj informacij kot Mahavamsa in je bil verjetno zbran z uporabo Atthakathe..
Spremljevalni zvezek, Culavamsa ('Manjša kronika'), ki so ga sestavili singalski menihi, zajema obdobje od 4. stoletja do britanskega prevzema Šrilanke leta 1815. Culavamso so zbirali številni avtorji različnih časovnih obdobij.
Kombinirano delo, ki ga včasih imenujemo skupaj kot Mahavamsa, zagotavlja neprekinjen zgodovinski zapis več kot dveh tisočletij in velja za enega najdaljših neprekinjenih zgodovinskih zapisov na svetu. To je eden redkih dokumentov, ki vsebujejo gradivo, ki se nanaša na ljudstvi Nāga in Yakše, avtohtonih prebivalcev v Lanki pred legendarnim prihodom princa Vijaye iz Singha Pure iz Kalinge.
Ker se pogosto nanaša na kraljeve dinastije Indije, je Mahavamsa koristna tudi za zgodovinarje, ki želijo datirati in povezati sodobne kraljeve dinastije na indijski podcelini. Zelo pomembna je za datacijo posvetitve cesarja Ašoka iz Mavrijskega cesarstva, ki je povezana s sočastnostjo s Selevkidskim cesarstvom in Aleksandrom Velikim.
Indijska izkopavanja v Sančiju in na drugih lokacijah potrjujejo zapise v Mahavamsi o Ašokovem imperiju. Tu so tudi številni kamniti napisi, večinoma v singalščini, ki jih najdemo na Šrilanki. K. Indrapala [9] je tudi potrdil zgodovinsko vrednost Mahavamse. Če ne bi bili zapisani v Mahavamsi, zgodba za velikimi stupami v Anuradhapuri, kot so Ruwanwelisaya, Jetavanaramaya, Dagoba Abhayagiri in druga dela starodavnega inženirstva, ne bi nikoli bili znani.

## Najpomembnejši ep v paliju
Poleg tega, da je pomemben zgodovinski vir, je Mahavamsa najpomembnejša epska pesem v jeziku pali. Njene zgodbe o bitkah in invazijah, dvornih spletkah, odličnih konstrukcijah stup in vodnih rezervoarjev, napisana z elegantnimi verzi, primernimi za pomnenje, so ujele domišljijo budističnega sveta tistega časa. Za razliko od mnogih besedil, napisanih v antiki, razpravlja tudi o različnih vidikih življenja navadnih ljudi, o tem, kako so se pridružili kraljevi vojski ali kmetovali. Tako je bila Mahavamsa znana vzdolž Svilne ceste v mnogih budističnih deželah.  Njeni deli so bili prevedeni, prepoznani in absorbirani v druge jezike. Razširjena različica Mahavamse, ki vsebuje veliko več podrobnosti, je tudi v Kambodži. Mahavamsa je povzročila številne druge kronike v jeziku pali, zaradi česar je bila Šrilanka v tem obdobju verjetno vodilno središče v literature na svetu v jeziku pali.

## Politični pomen
Mahavamsa je zlasti v sodobni Šrilanki pridobila pomen kot dokument s političnim sporočilom. Singalsko Manavamso večinoma pogosto uporabljajo kot dokaz, da je Šrilanka budistična država že iz zgodovinskega obdobja. Britanski zgodovinar Jane Russell je opisal, kako se je proces "Mahavamsa poskus" začel v tridesetih letih 20. stoletja, še posebej v okviru tamilskega nacionalističnega gibanja. Mahavamsa, ki je bila zgodovina singalskih budistov, se je tamilskim in singalskim nacionalistom predstavila kot hegemonistični ep Singalcev. To stališče je napadel G. G. Ponnambalam, vodja nacionalističnih Tamilcev v 1930-ih. Trdil je, da je večina vladarjev, med njimi Vidžaja, Kasjapa in Parakramabahu, Tamilcev. Ponnambalamov govor iz leta 1939 v Nawalapi, ko je napadel trditev, da je Šrilanka budističen narod, je bil akt, ki je nasprotoval pojmu ustvarjanja edinega budističnega naroda. Singalska večina se je odzvala z nemiri, ki so zajeli Nawalapitiya, Passaro, Maskeliya in tudi celo Džafno. Britanska kolonialna vlada je hitro zatrla nemire, kasneje pa se je to spremenilo v različne državljanska vojna na Šrilanki, ki so se  končala leta 2009.
Različni pisci so postavili pod vprašaj moralo opisa, podanega v Mahavamsi, kjer Dutugamunu obžaluje svoje ravnanje pri ubijanju Ellalana in njegovih enot. Mahavamsa izenačuje ubijanje napadalcev kot enakovredno ubijanju »grešnikov in divjih zveri« in kraljeva žalost in obžalovanje sta potešena. To so kritiki šteli kot etično napako. Vendar pa budizem prepozna hierarhijo dejanj, ki so bolj ali manj celovita ali spretna, čeprav je namen pomemben ali pomembnejši od samega dejanja. Tako se lahko uboj arahanta šteje za manj primernega in spretnega od uboja navadnega človeka. Budisti tudi trdijo, da je ubijanje slona manj pomembno in zdravo kot ubijanje mravlje. V obeh primerih pa je treba upoštevati tudi namen. Pomembno je omeniti, da je Dutthagamani obžaloval svoje dejanje, kar velja tudi za kralja Ašoka, ki je postal pacifist po vrsti krvavih vojaških akcij.

## Zgodovinska resničnost
Zdi se, da je bil prihod Vijaye umetno določen, da je sovpadel z datumom smrti Gautama Bude, to je 543 pr. n. št.. Zgodba o prihodu Vijaye je bila napisana precej po tem, ko se je zgodila, saj so budistični menihi Mahavamso pisali med 6. stoletjem in letom 1877. 
Prav tako se razpravlja o zgodovinski natančnosti Mahinde, ki spreobrne šrilanškega kralja v budizem. Hermann Oldenberg, nemški znanstvenik za indologijo, ki je objavil študije o Budi in prevedel številne pali tekste meni, da je ta zgodba "čisti izum". V. A. Smith (avtor Ašoka in Zgodnja zgodovina Indije) se prav tako sklicuje na to zgodbo kot "absurdnost". V. A. Smith in profesor Hermann sta prišla do tega zaključka, ker Ašoka ne omenja predaje svojega sina, Mahinda v tempelj, da bi postal budistični misijonar in njegovo vlogo pri spreobrnjenju šrilanškega kralja v budizem, v Ašokovih ediktih iz 13. stoletja, posebej v XIII. 
Obstaja tudi neskladje z letom, ko je Ašoka poslal budistične misijonarje v Šrilanko. Po mnenju Mahavamse so misijonarji prišli leta 255 pr. n. št., po Ediktu XIII. pa je bilo pet let prej v 260. pr. n. št..

## SKlici
1. ↑  Sailendra Nath Sen (1. januar 1999). Ancient Indian History and Civilization. New Age International. str. 91. ISBN 978-81-224-1198-0.
2. ↑  Mahavamsa. Ceylon Government. 1912.
3. ↑  In general, regarding the Mahavamsa's point-of-view, see Bartholomeusz, Tessa J. (2002). In Defense of Dharma: Just-war Ideology in Buddhist Sri Lanka. London: RoutledgeCurzon. ISBN 978-0-7007-1681-4.
4. ↑  Senewiratne, Brian (4. februar 2012). »Independence Day: A Day For Action, Not Mourning«. Colombo Telegraph. Arhivirano iz spletišča dne 12. julija 2016.
5. ↑  E. F. C. Ludowyk's discussion of the connection between religion in the Mahavamsa and state-power is discussed in Scott, David (1994). »Historicizing Tradition«. Formations of Ritual: Colonial and Anthropological Discourses on the Sinhala Yaktovil. Minneapolis, Minnesota: University of Minnesota Press. str. 191–192. ISBN 978-0-8166-2255-9..
6. ↑  Tripāṭhī, Śrīdhara, ur. (2008). Encyclopaedia of Pali Literature: The Pali canon. Zv. 1. Anmol. str. 117. ISBN 9788126135608.
7. ↑  [http://lakdiva.org/mahavamsa/ Geiger's discussion of the historicity of the Mahavamsa Paranavitana and Nicholas, A concise history of Ceylon (Ceylon University Press) 1961
8. ↑  »Mahavamsa, the great chronicle«. Sunday Observer. 29. junij 2008. Arhivirano iz prvotnega spletišča dne 2. februarja 2016. Pridobljeno 5. novembra 2014.
9. ↑  Dr. Hema Goonatilake, Journal of the Royal Asiatic Society of Sri Lanka. 2003
10. ↑  H. Bechert, "The beginnings of Buddhist Historiography in Ceylon, Mahawamsa and Political Thinking", Ceylon Studies Seminar, Series 2, 1974
11. ↑  Communal politics under the Donoughmore Constitution, 1931–1947, Tissara Publishers, Colombo 1982
12. ↑  Hindu Organ, June 1, 1939 issue (Newspaper archived at the Jaffna University Library)
13. ↑  Rhoads Murphey (Februar 1957). »The Ruin of Ancient Ceylon«. The Journal of Asian Studies. Association for Asian Studies. 16 (2): 181–200. doi:10.2307/2941377. JSTOR 2941377.
14. ↑  E.J. Thomas. (1913). BUDDHIST SCRIPTURES. Available: http://www.sacred-texts.com/bud/busc/busc03.htm. Last accessed 26 03 10.
15. ↑  Wilhelm Geiger (1912). Mahavamsa: Great Chronicle of Ceylon. New Dehli: Asian Educational Services. 16-20.

## Izdaje in prevodi
- Geiger, Wilhelm; Bode, Mabel Haynes (transl.); Frowde, H. (ed.): The Mahavamsa or, the great chronicle of Ceylon, London : Pali Text Society 1912.
- Guruge, Ananda W.P.: Mahavamsa. Calcutta: M. P. Birla Foundation 1990 (Classics of the East).
- Guruge, Ananda W. P. Mahavamsa: The Great Chronicle of Sri Lanka, A New Annotated Translation with Prolegomena, ANCL Colombo 1989
- Ruwan Rajapakse, Concise Mahavamsa, Colombo, Sri Lanka, 2001
- Sumangala, H.; Silva Batuwantudawa, Don Andris de: The Mahawansha from first to thirty-sixth Chapter. Revised and edited, under Orders of the Ceylon Government by H. Sumangala, High Priest of Adam's Peak, and Don Andris de Silva Batuwantudawa, Pandit. Colombo 1883.
- Turnour, George (C.C.S.): The Mahawanso in Roman Characters with the Translation Subjoined, and an Introductory Essay on Pali Buddhistical Literature. Vol. I containing the first thirty eight Chapters. Cotto 1837.

Zgodnji prevod sinhalske različice besedila
- Upham, Edward (ed.): The Mahavansi, the Raja-ratnacari, and the Raja-vali : forming the sacred and historical books of Ceylon; also, a collection of tracts illustrative of the doctrines and literature of Buddhism: translated from the Singhalese. London : Parbury, Allen, and Co. 1833; vol. 1, vol. 2, vol. 3